# Koochiching County
Koochiching County er et amt i den amerikanske delstat Minnesota. Amtet ligger nord i delstaten og grænser op til St. Louis County i øst, Itasca County i syd, Beltrami County i sydvest og mod Lake of the Woods County i nordvest. Amtet grænser desuden op til Canada i nord, hvor floden Rainy River udgør en naturlig grænse.
Koochiching Countys totale areal er 8 170 km² hvoraf 135 km² er vand. I 2000 havde amtet 14.355 indbyggere. Amtets administration ligger i byen International Falls, som også er amtets største by. 
Amtet har fået sit navn efter et indiansk ord med ukendt betydning. 
1. ↑  Minnesota Govenment Series, State Symbols

48°16′N 93°46′V / 48.26°N 93.77°V